# Marching Out
Marching Out drugi je studijski album švedskog glazbenika, gitarista Yngwie Malmsteena. Diskografska kuća Polydor objavila ga je 30. rujna 1985. Posljednji je Malmsteenov album na kojem su se pojavili pjevač Jeff Scott Soto i basist Marcel Jacob sve do albuma Inspiration iz 1996. Također je prvi album s bubnjarom Andersom Johanssonom. Album je završio na 54. mjestu ljestvice Billboard 200 i 9. mjestu švedske ljestvice.
Pjesma "On the Run Again" prerada je pjesme "Victim of the City", skladbe iz 1983. sastava Steeler, gdje je tada svirao Malmsteen. Kasnije se ova pjesma pojavila na kompilaciji Metal Generation: The Steeler Anthology iz 2005.

## Popis pjesama
Tekstovi i glazba: Yngwie J. Malmsteen, osim gdje je navedeno drugačije. 
| Br. | Skladba                                  | Autor                      | Trajanje |
| --- | ---------------------------------------- | -------------------------- | -------- |
| 1.  | »Prelude« (instrumentalna skladba)       |                            | 1:00     |
| 2.  | »I'll See the Light, Tonight«            | Malmsteen, Jeff Scott Soto | 4:24     |
| 3.  | »Don't Let It End«                       | Malmsteen, Soto            | 4:07     |
| 4.  | »Disciples of Hell«                      |                            | 5:53     |
| 5.  | »I Am a Viking«                          |                            | 5:58     |
| 6.  | »Overture 1383« (instrumentalna skladba) |                            | 2:59     |
| 7.  | »Anguish and Fear«                       |                            | 3:47     |
| 8.  | »On the Run Again«                       | Malmsteen, Soto            | 3:22     |
| 9.  | »Soldier Without Faith«                  |                            | 6:08     |
| 10. | »Caught in the Middle«                   |                            | 4:17     |
| 11. | »Marching Out« (instrumentalna skladba)  |                            | 3:08     |

## Recenzije
Steve Huey s web-stranice AllMusic dao je albumu tri i pol zvjezdice od pet, nazvavši ga "vrijednim slušanja", ali je bio donekle kritičan prema Malmsteenovim tekstovima i sadržaju pjesama koji je orijentiran na fantastiku. Malmsteenov gitaristički rad opisan je kao "malo siroviji i agresivniji" od njegovog debitanskog albuma Rising Force iz 1984.

## Osoblje
| Yngwie Malmsteen - Yngwie J. Malmsteen – gitara, prateći vokal, gitarove pedale Moog, produkcija, miks - Jens Johansson – klavijature - Anders Johansson – bubnjevi - Marcel Jacob – bas-gitara - Jeff Scott Soto – vokal | Ostalo osoblje - Lester Claypool – inženjer zvuka - Peter Vargo – asistent inženjera zvuka - P. G. Brunelli – fotografije |